# 半费之讼
半费之讼，也称为师徒官司、法院悖論、普羅塔哥拉斯悖論，是古希臘哲學家普罗泰戈拉與他的學生為了未付的一半學費所打的官司。雖然常被認為是悖論的一種，但因為推理過程並沒有符合悖論的格式，所以非常兩難。

## 事件开端
有一次，普羅塔哥拉斯收了一位有前途的学生，他叫欧缇勒士（Euathlus）。老师说:「我先只收你一半学费，剩下的学费等你毕业后的第一场官司帮人赢了之后再给我即可。」经过了普羅塔哥拉斯的几年教学后，欧缇勒士毕业了，但是他并不打算在职场中给别人打官司，他想要去从政。普罗泰戈拉一看苗头不对，那另一半学费是不是永远拿不回来了，所以他决定起诉学徒欧缇勒士。

## 论辩过程
普罗泰戈拉先论道：
- 如果我打赢官司，那按法庭判决，被告理应付我另一半学费。
- 如果我打输了官司，那按照合同，被告也应付我另一半学费。
- 因而，无论这场官司是赢是输，被告欧缇勒士都应付我另一半学费。

学徒欧缇勒士见老师打出这样一张牌，那就以其人之道，还治其人之身。针对普罗泰戈拉的论辩提出了个相反的二难推理，推理如下：
- 如果我打赢官司，那按法庭判决，被告我不应付你另一半学费。
- 如果我打输了官司，那按照合同，被告我不应付你另一半学费。
- 因而，无论这场官司是赢是输，我都不应该付给你我的另一半学费。

本官司中二难推理的逻辑形式：
如果p则q；
如果非p则q；
p或者非p；
所以q

## 參看
- 邏輯學
- 形式邏輯
- 普羅塔哥拉